# Paul Guimard
Paul Guimard (3 de marzo de 1921-2 de mayo de 2004) fue un periodista, guionista y escritor francés. Su mayor éxito como novelista fue la obra «Les Choses de la Vie», escrita en 1967, la cual fue adaptada para la pantalla grande.

## Biografía
Comenzó su carrera en los años 40 trabajando como periodista para diversos medios de comunicación franceses, así como en radio; publicó su primera novela «Les faux-freres» en 1956 y al siguiente año «Rue du Havre» alcanzando el éxito comercial en 1967 con «Les Choses de la Vie»